# Wayne Mixson
John Wayne Mixson (New Brockton, 16 giugno 1922 – Tallahassee, 8 luglio 2020) è stato un politico statunitense.
Fu il 39º governatore della Florida per soli tre giorni dal 3 gennaio 1987 fino al 6 gennaio dello stesso anno, dopo essere stato vicegovernatore sotto Bob Graham. Assunse l'incarico perché il governatore Graham si era dimesso per prendere il posto nel Senato degli Stati Uniti. Dopo soli tre giorni dovette comunque cedere il posto al nuovo governatore Bob Martinez che aveva vinto le elezioni svoltesi a novembre dell'anno precedente.